# Ананьїн Степан Андрійович
Степа́н Андрі́йович Ана́ньїн (1875–1942) — український психолог та педагог, професор Київського університету (з 1912).

## Життєпис
Виходець з учительської сім'ї м. Зміїва Харківської губернії. Початкову освіту здобув у Третій Харківськівській гімназії, яку закінчив 1893 року. Закінчив два університети — Харківський (юридичний факультет) у 1897 році і Університет Святого Володимира (історико-філологічний факультет) у 1905 році. У 1905-1908 рр. – професорський степендіат по кафедрі філософії Київського університету святого Володимира. У  1906-1918 рр. вчителював у  Київських Третій і П’ятій чоловічих гімназіях, приватних навчальних закладах (жіночих гімназіях О. Ф.Плетньової, Є. С. Євсєєвої, чоловічій гімназії В.П. Науменка, навчальному закладі І-го   розряду Є. Полотвич);  читав лекції на Вечірніх загальноосвітніх курсах та Київських сільськогосподарських курсах;  викладав філософію і педагогіку на Київських вищих жіночих курсах, Вечірніх вищих жіночих курсах Аделаїни Жекуліної, Фребелівському жіночому педагогічному інституті. У 1912-1920 рр. – доцент, викладач курсів педагогіки на Історико-філологічному факультеті Київського університету святого Володимира. Відомий у вітчизняній психологічній літературі як автор капітальної монографії про інтерес («Інтерес за вченням сучасної психології і педагогіки». К., 1915). Після Жовтневого перевороту активно включився в перебудову вищої школи.У 1921–1924 рр. – очолював факультет професійної освіти Київського інституту народної освіти (КІНО). За ініціатив С. А. Ананьїна було організовано педалогічний семінар (1922 р.) де вивчались основи виховання, педології, педагогіки та психотехніки, а також став  ініціатором відкриття педагогічного факультету в Київській державній консерваторії (1923 р.) У 1923 році – присвоєно звання професора. Опублікував ряд праць з питань естетичного і трудового виховання дітей, зокрема книгу «Трудове виховання, його минуле й сучасне» (К., 1924). Через хворість у 1925 році залишив викладацьку роботу і оселився в Змієві Харківської області, де продовжував розробляти наукові питання. У 1928-1931 рр. – був співробітником Українського науково-дослідного інституту педагогіки (УНДІП). В зимку 1942 року через хворобу залишився на окупованій території німецькими військами. Тяжко хворим потрапив до рук гітлерівців, що й спонукало С.А. Ананьїна до самогубства. Автор понад 30-ти робіт.

## Праці
- Ананьин С. А. Софист. Диалог Платона : пер. с гр. с ист.-лит введеним и замечаниями к диалогу. – Киев : Тип. Импер. Ун-та Св. Владимира Акцион. О-ва печ. и изд. дела Н. Т. Корчак-Новицкого, 1907. – 202 с.
- Педагогический календарь-справочник за 1910-1911 уч. г. / под общей ред. C. A. Ананьина и M. Л. Цитрона. – Петербург;Киев: Книгоиздательство «Сотрудник», 1910. – Ч. 1. – 208 с.; Ч. 2. – 512 с.
- Ананьин C. A. История педагогики. – Киев: Издание слушательниц Высших женских курсов, 1910. – 114 с.
- Ананьин C. A.  Лекции по логике. – Киев: Издание слушательниц Высших женских курсов, 1913. – 156 с.
- Ананьин С. А. Детские идеалы // Русская школа. – 1911. – № 7/8. – С. 210–219; № 9.  С. 20–33.
- Педагогический словарь-справочник / под. общ. ред. С. А. Ананьина и М. Л. Цитрона. – Киев, 1912. – 318 с.
- Ананьин С. А. Очерки по педагогике средней школы// Журнал Министерства Народного Просвещения: новая серия. Ч. 49. – 1914. – № 1 (отд. 3). – С. 56–93.
- Ананьин С. А. Интерес по учению современной психологии и педагогики. – Киев : Тип. Акционер. О-ва ''Петр Барский в Киеве'', 1915. – 500 с.
- Ананьин С. А. Экскурсионный метод преподавания // Путь просвещения. – 1922. – № 5. – С. 86–96.
- Ананьин С. А. Эстетическое воспитание // Путь просвещения. – 1922. – № 2. – С. 89–105.; № 3. – С. 37–70
- Ананьїн С. А. Сучасна доба і виховання // Соціальне виховання. – 1922. - № 1. – С. 20-26.
- Ананьїн С. А. Інструкторсько-педагогічний факультет Київської державної консерваторії // Путь просвещения. – 1923. – № 7/8. – С. 272–273.
- Ананьїн С. А. Педологічний семінар при Київському ІНО 1922—1923 рр. // Путь просвещения.  – 1923. – № 7/8. – С. 269–271.
- Ананьин С. А. Педология // Путь просвещения. – 1923. – № 4. – С. 39–54.
- Ананьїн С. А. Трудове виховання : його минуле й сучасне. – Київ : Книгоспілка, 1928. – 148 с.
- Ананьїн С. А. Дитяча художня творчість і педагогічні збочення // Радянська освіта. – 1928. – № 10. – С. 48–51.
- Ананьїн С. А. Історія педагогічних течій. Новітні педагогічні течії : [лекції 1-6]. – Харків : Видання Всеукр. заоч. ін.-ту нар. освіти, [1929]. – 152 с.[4]